# Zenona Węgrzynowicz
Zenona Węgrzynowicz, coniugata Lipka-Kadaj (21 febbraio 1930 – 1º ottobre 2017), è stata una cestista polacca.

## Carriera
Con la Polonia ha disputato i Campionati europei del 1950.